# Елкленд (Пенсільванія)
Елкленд (англ. Elkland) — місто (англ. borough) в США, в окрузі Тайога штату Пенсільванія. Населення — 1827 осіб (2020).

## Географія
Елкленд розташований за координатами 41°59′20″ пн. ш. 77°18′54″ зх. д. / 41.98889° пн. ш. 77.31500° зх. д. (41.988757, -77.315105).  За даними Бюро перепису населення США в 2010 році місто мало площу 6,33 км², уся площа — суходіл. В 2017 році площа становила 6,77 км², уся площа — суходіл.

## Демографія
Згідно з переписом 2010 року, у селищі мешкала 1821 особа в 780 домогосподарствах у складі 491 родини. Густота населення становила 288 осіб/км².  Було 820 помешкань (129/км²).
Расовий склад населення:
| - 98,0 % — білих - 0,3 % — чорних або афроамериканців - 0,2 % — корінних американців - 0,1 % — азіатів |

До двох чи більше рас належало 1,4 %. Частка іспаномовних становила 0,9 % від усіх жителів.
За віковим діапазоном населення розподілялося таким чином: 22,8 % — особи молодші 18 років, 59,6 % — особи у віці 18—64 років, 17,6 % — особи у віці 65 років та старші. Медіана віку мешканця становила 40,4 року. На 100 осіб жіночої статі у селищі припадало 92,1 чоловіків;  на 100 жінок у віці від 18 років та старших — 92,1 чоловіків також старших 18 років.
Середній дохід на одне домашнє господарство  становив 51 767 доларів США (медіана — 38 000), а середній дохід на одну сім'ю — 57 549 доларів (медіана — 45 350). Медіана доходів становила 43 984 долари для чоловіків та 26 364 долари для жінок. За межею бідності перебувало 19,3 % осіб, у тому числі 26,0 % дітей у віці до 18 років та 5,8 % осіб у віці 65 років та старших.
Цивільне працевлаштоване населення становило 769 осіб. Основні галузі зайнятості: виробництво — 35,1 %, освіта, охорона здоров'я та соціальна допомога — 15,9 %, роздрібна торгівля — 8,5 %, мистецтво, розваги та відпочинок — 6,1 %.